# Нидермайер, Георг
Георг Нидермайер (нем. Georg Niedermeier; 26 февраля 1986, Мюнхен) — немецкий футболист, защитник. Известен по выступлениям в составе «Штутгарта».

## Карьера
С 2003 года играл за резервную команду «Баварии». В начале сезона 2008/09 дважды входил в заявку первой команды на игры Бундеслиги: 15 августа на матче с «Гамбургом» (2:2) и 23 августа на матче с «Боруссией» (Дортмунд) (1:1), но на поле не вышел. 30 января 2009 года перешёл в «Штутгарт» на правах аренды до июня 2010 года. 1 марта дебютировал за новую команду в Бундеслиге в матче против «Карлсруэ» (2:0). В следующем сезоне сыграл 12 матчей в чемпионате и дважды — в Лиге чемпионов. Подписал со «Штутгартом» контракт в феврале 2010 года до июня 2014 года, в 2013 году контракт был продлён до 2016 года.
Родившись в Мюнхене, Нидермайер начал свою футбольную карьеру в «SC Bogenhausen» в молодёжной команде, прежде чем присоединиться к «Бавария». Георг играл за резервную команду «Бавария» с 2003 года. В возрасте 17 лет он дебютировал во взрослом футболе, в результате чего 18 октября вместе со своей командой сыграл вничью 0:0 с «Аугсбургом».